# كهنمو
كهنمو هي قرية في مقاطعة أسكو، إيران. عدد سكان هذه القرية هو 2,210 في سنة 2006.